# David Langer
David Langer (* 27. ledna 1976) je český fotbalista, záložník.

## Fotbalová kariéra
Začínal v Dolní Moravici, dalších 7 let hrál za Rýmařov. Po dvou letech v Uničově a sezóně v Vítkovicích přišel do FC Slovan Liberec, se kterým získal ligový titul. V roce 2004 odešel do FK Mladá Boleslav a po roce do řeckého klubu Panionios GSS. V české lize odehrál 104 utkání a dal 3 góly. V evropských pohárech odehrál v Lize mistrů 2 utkání a v Poháru UEFA 12 utkání.

## Ligová bilance
| Ročník                  | Zápasy | Góly | Klub              |
| ----------------------- | ------ | ---- | ----------------- |
| Gambrinus liga 2000/01  | 12     | 0    | FC Slovan Liberec |
| Gambrinus liga 2001/02  | 29     | 0    | FC Slovan Liberec |
| Gambrinus liga 2002/03  | 25     | 2    | FC Slovan Liberec |
| Gambrinus liga 2003/04  | 27     | 1    | FC Slovan Liberec |
| Gambrinus liga 2004/05  | 2      | 0    | FC Slovan Liberec |
| Gambrinus liga 2004/05  | 9      | 0    | FK Mladá Boleslav |
| Řecká Superliga 2005/06 | 11     | 0    | Panionios GSS     |
| CELKEM                  | 115    | 3    |                   |